# Shuangxi (ort)
Shuangxi är en ort i Kina. Den ligger i provinsen Hunan, i den södra delen av landet, omkring 320 kilometer väster om provinshuvudstaden Changsha. Antalet invånare är 1 040.
Runt Shuangxi är det ganska tätbefolkat, med 155 invånare per kvadratkilometer. Närmaste större samhälle är Hongjiang, 19,0 km sydost om Shuangxi. I omgivningarna runt Shuangxi växer i huvudsak blandskog.
Genomsnittlig årsnederbörd är 1 725 millimeter. Den regnigaste månaden är maj, med i genomsnitt 282 mm nederbörd, och den torraste är december, med 52 mm nederbörd.